# میمون راهب گابونی
میمون راهب گابونی (نام علمی: Miopithecus ogouensis) نام یک گونه از سرده میمون راهب است.